# Dobje (gmina Litija)
Dobje – wieś w Słowenii, w gminie Litija. W 2018 roku liczyła 8 mieszkańców.